# Mudwigglus patumuka
Mudwigglus patumuka is een rondwormensoort uit de familie van de Diplopeltidae. De wetenschappelijke naam van de soort is voor het eerst geldig gepubliceerd in 2013 door Leduc.